# Protaetia morio
Proatetia morio (Fabricius, 1781) è un coleottero scarabeide appartenente alla sottofamiglia Cetoniinae.

## Descrizione

### Adulto

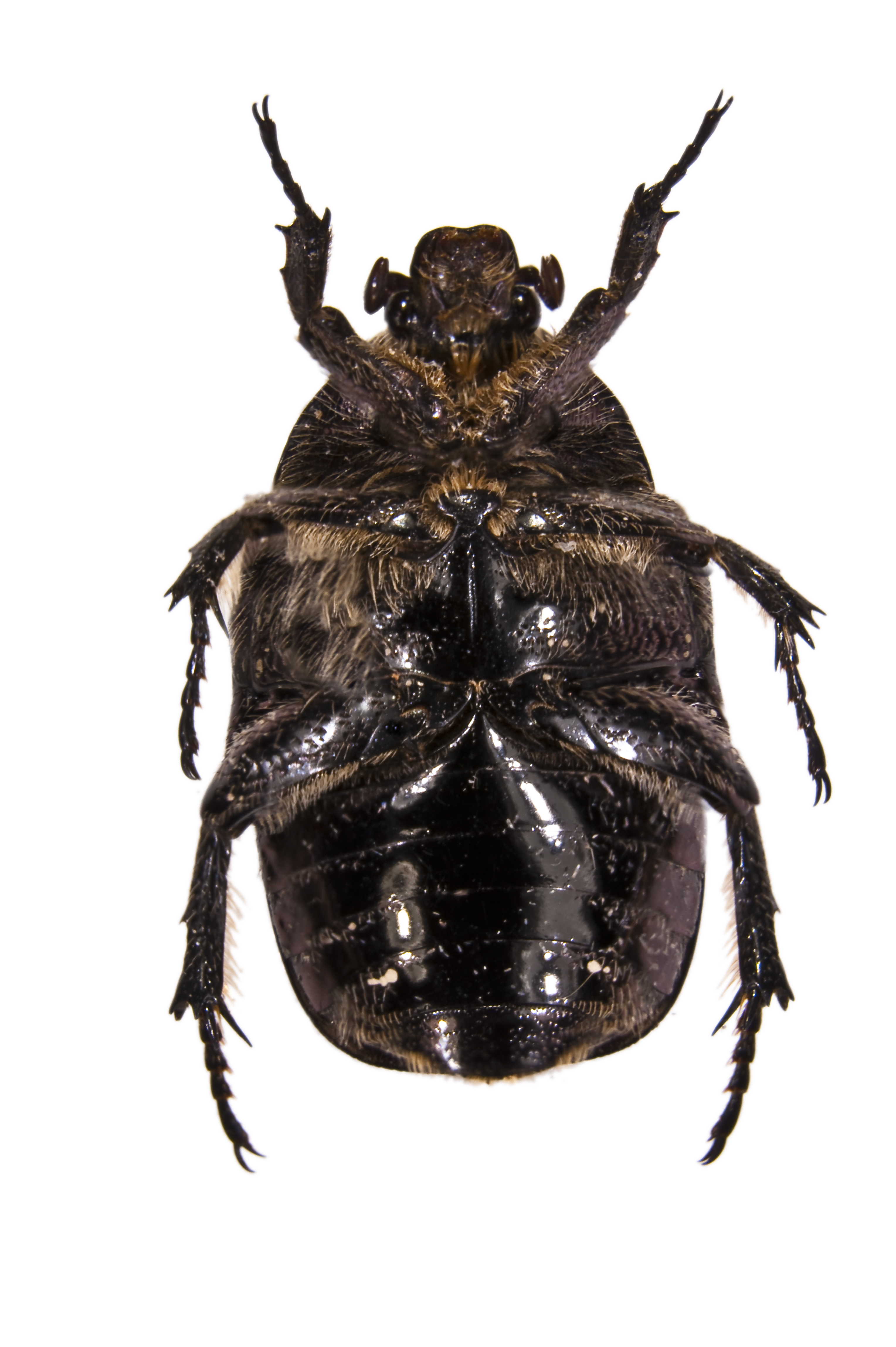
Visione del ventre.

Proatetia morio si differenzia, dagli altri cetoniini. Infatti presenta una colorazione grigio-opaca sulle elitre (su cui alcuni esemplari riportano delle macchioline bianche) e nero sul ventre. La testa, nella parte superiore, presenta la stessa colorazione del pronoto e delle elitre. Le sue dimensioni si aggirano attorno ai 20 mm. Questa specie non mostra un gran dimorfismo sessuale: l'unico modo per riconoscere i maschi dalle femmine è rappresentato da una piccola depressione sull'addome dei maschi. Gli adulti possono vivere 2 anni.

### Larva
Le larve sono della classica forma a "C" e sono molto simili a quelle di Cetonia aurata, ma la differenza tra le due specie sta nel fatto che le larve di Cetonia aurata sono detritivore, mentre quelle di Protaetia morio si nutrono del materiale organico in decomposizione. Esse sono di colore bianco con dei puntini chitinosi sui fianchi. Questi puntini servono alla larva per respirare nel sottosuolo e sono gli unici punti chitinosi oltre alla testa e le tre paia di zampe. Lo stadio larvale può durare fino a 1 anno.

## Biologia
Questo insetto si nutre del nettare dei fiori o della linfa degli alberi. È un insetto dalle abitudini anomale: è possibile reperirlo nelle ore mattutine e nel tardo pomeriggio, mentre nelle ore più calde si interra. Come tutti i cetoniini è un volatore molto abile in grado di decollare istantaneamente in caso di pericolo, ma non si nutre esclusivamente di fiori anzi, è facile reperirlo sui tronchi degli alberi intento a nutrirsi della linfa di questi. Per volare non spalanca le elitre, ma le alza leggermente in modo da far passare dalla fessura creatasi il secondo paio di ali membranose adatte al volo.  È visibile con l'arrivo dei primi caldi fino al ritorno dell'inverno.

## Distribuzione e habitat
P. morio è facilmente reperibile in tutta Italia, nel sud e nel centro della Francia e nella Penisola Iberica.
Gli habitat preferiti, sono generalmente i giardini, ma possono essere osservate facilmente anche nei boschi di piante basse.